# دانيال بي. والاس
دانيال بي. والاس (بالإنجليزية: Daniel B. Wallace)‏ هو كاتب أمريكي، ولد في 5 يونيو 1952 في كاليفورنيا في الولايات المتحدة.